# 17ª etapa del Giro de Italia 2017
La 17ª etapa del Giro de Italia 2017 tuvo lugar el 24 de mayo de 2017 entre Tirano y Canazei sobre un recorrido de 219 km.

## Clasificación de la etapa
La clasificación de la etapa fue la siguiente:
| \| Clasificación de la etapa \| Clasificación de la etapa \| Clasificación de la etapa \| Clasificación de la etapa \| Clasificación de la etapa \| \| Ciclista \| Ciclista \| Equipo \| Tiempo \| \| \| ------------------------- \| ------------------------- \| ----------------------------- \| ------------------------- \| ------------------------- \| \| 1.º \| Pierre Rolland \| Cannondale-Drapac \| 5 h 42 min 56 s \| \| \| 2.º \| Rui Alberto Costa \| UAE Team Emirates \| + 24 s \| \| \| 3.º \| Gorka Izagirre \| Movistar Team \| + 24 s \| \| \| 4.º \| Rory Sutherland \| Movistar Team \| + 24 s \| \| \| 5.º \| Matteo Busato \| Wilier Triestina-Selle Italia \| + 24 s \| \| \| 6.º \| Dries Devenyns \| Quick-Step Floors \| + 24 s \| \| \| 7.º \| Felix Großschartner \| CCC Sprandi Polkowice \| + 24 s \| \| \| 8.º \| Omar Fraile \| Dimension Data \| + 24 s \| \| \| 9.º \| Michael Woods \| Cannondale-Drapac \| + 24 s \| \| \| 10.º \| Julien Bernard \| Trek-Segafredo \| + 24 s \| \| |                     |                               |                 |
| |                     |                               |                 |
| Fuente: ProCyclingStats |                     |                               |                 |
| Clasificación de la etapa |                     |                               |                 |
| Ciclista | Ciclista            | Equipo                        | Tiempo          |
| 1.º | Pierre Rolland      | Cannondale-Drapac             | 5 h 42 min 56 s |
| 2.º | Rui Alberto Costa   | UAE Team Emirates             | + 24 s          |
| 3.º | Gorka Izagirre      | Movistar Team                 | + 24 s          |
| 4.º | Rory Sutherland     | Movistar Team                 | + 24 s          |
| 5.º | Matteo Busato       | Wilier Triestina-Selle Italia | + 24 s          |
| 6.º | Dries Devenyns      | Quick-Step Floors             | + 24 s          |
| 7.º | Felix Großschartner | CCC Sprandi Polkowice         | + 24 s          |
| 8.º | Omar Fraile         | Dimension Data                | + 24 s          |
| 9.º | Michael Woods       | Cannondale-Drapac             | + 24 s          |
| 10.º | Julien Bernard      | Trek-Segafredo                | + 24 s          |

## Clasificaciones al final de la etapa
La clasificación general tras finalizar la etapa fue la siguiente:

### Clasificación general
| \| Clasificación general \| Clasificación general \| Clasificación general \| Clasificación general \| Clasificación general \| \| Ciclista \| Ciclista \| Equipo \| Tiempo \| \| \| --------------------- \| --------------------- \| --------------------- \| --------------------- \| --------------------- \| \| 1.º \| Tom Dumoulin \| Team Sunweb \| 76 h 05 min 38 s \| \| \| 2.º \| Nairo Quintana \| Movistar Team \| + 31 s \| \| \| 3.º \| Vincenzo Nibali \| Bahrain-Merida \| + 1 min 12 s \| \| \| 4.º \| Thibaut Pinot \| FDJ \| + 2 min 38 s \| \| \| 5.º \| Ilnur Zakarin \| Katusha-Alpecin \| + 2 min 40 s \| \| \| 6.º \| Domenico Pozzovivo \| AG2R La Mondiale \| + 3 min 05 s \| \| \| 7.º \| Bauke Mollema \| Trek-Segafredo \| + 3 min 49 s \| \| \| 8.º \| Bob Jungels \| Quick-Step Floors \| + 4 min 35 s \| \| \| 9.º \| Steven Kruijswijk \| LottoNL-Jumbo \| + 6 min 20 s \| \| \| 10.º \| Jan Polanc \| UAE Team Emirates \| + 6 min 33 s \| \| |                    |                   |                  |
| |                    |                   |                  |
| Fuente: ProCyclingStats |                    |                   |                  |
| Clasificación general |                    |                   |                  |
| Ciclista | Ciclista           | Equipo            | Tiempo           |
| 1.º | Tom Dumoulin       | Team Sunweb       | 76 h 05 min 38 s |
| 2.º | Nairo Quintana     | Movistar Team     | + 31 s           |
| 3.º | Vincenzo Nibali    | Bahrain-Merida    | + 1 min 12 s     |
| 4.º | Thibaut Pinot      | FDJ               | + 2 min 38 s     |
| 5.º | Ilnur Zakarin      | Katusha-Alpecin   | + 2 min 40 s     |
| 6.º | Domenico Pozzovivo | AG2R La Mondiale  | + 3 min 05 s     |
| 7.º | Bauke Mollema      | Trek-Segafredo    | + 3 min 49 s     |
| 8.º | Bob Jungels        | Quick-Step Floors | + 4 min 35 s     |
| 9.º | Steven Kruijswijk  | LottoNL-Jumbo     | + 6 min 20 s     |
| 10.º | Jan Polanc         | UAE Team Emirates | + 6 min 33 s     |

### Clasificación por puntos
| Clasificación por puntos | Clasificación por puntos | Clasificación por puntos      | Clasificación por puntos | Clasificación por puntos |
| Ciclista                 | Ciclista                 | Equipo                        | Puntos                   |                          |
| ------------------------ | ------------------------ | ----------------------------- | ------------------------ | ------------------------ |
| 1.º                      | Fernando Gaviria         | Quick-Step Floors             | 325 pts                  |                          |
| 2.º                      | Jasper Stuyven           | Trek-Segafredo                | 192 pts                  |                          |
| 3.º                      | Sam Bennett              | Bora-Hansgrohe                | 117 pts                  |                          |
| 4.º                      | Lukas Pöstlberger        | Bora-Hansgrohe                | 98 pts                   |                          |
| 5.º                      | Daniel Teklehaimanot     | Dimension Data                | 96 pts                   |                          |
| 6.º                      | Pável Brutt              | Gazprom-RusVelo               | 76 pts                   |                          |
| 7.º                      | Kristian Sbaragli        | Dimension Data                | 76 pts                   |                          |
| 8.º                      | Eugert Zhupa             | Wilier Triestina-Selle Italia | 70 pts                   |                          |
| 9.º                      | Roberto Ferrari          | UAE Team Emirates             | 70 pts                   |                          |
| 10.º                     | Silvan Dillier           | BMC Racing Team               | 68 pts                   |                          |

### Clasificaciones por equipos

#### Clasificación por tiempo
| Clasificación por equipos | Clasificación por equipos | Clasificación por equipos | Clasificación por equipos |
| Equipo                    | Equipo                    | Tiempo                    |                           |
| ------------------------- | ------------------------- | ------------------------- | ------------------------- |
| 1.º                       | Movistar Team             | 228 h 30 min 42 s         |                           |
| 2.º                       | UAE Team Emirates         | + 34 min 35 s             |                           |
| 3.º                       | Bahrain-Merida            | + 51 min 20 s             |                           |
| 4.º                       | AG2R La Mondiale          | + 54 min 39 s             |                           |
| 5.º                       | Cannondale-Drapac         | + 56 min 32 s             |                           |
| 6.º                       | FDJ                       | + 57 min 34 s             |                           |
| 7.º                       | Astana                    | + 1 h 09 min 39 s         |                           |
| 8.º                       | Team Sunweb               | + 1 h 23 min 57 s         |                           |
| 9.º                       | Trek-Segafredo            | + 1 h 27 min 09 s         |                           |
| 10.º                      | BMC Racing Team           | + 1 h 28 min 53 s         |                           |

#### Clasificación por puntos
| Clasificación por equipos | Clasificación por equipos | Clasificación por equipos | Clasificación por equipos |
| Equipo                    | Equipo                    | Puntos                    |                           |
| ------------------------- | ------------------------- | ------------------------- | ------------------------- |
| 1.º                       | Quick-Step Floors         | 472 pts                   |                           |
| 2.º                       | UAE Team Emirates         | 317 pts                   |                           |
| 3.º                       | Bora-Hansgrohe            | 289 pts                   |                           |
| 4.º                       | Dimension Data            | 276 pts                   |                           |
| 5.º                       | Movistar Team             | 266 pts                   |                           |
| 6.º                       | Trek-Segafredo            | 257 pts                   |                           |
| 7.º                       | Team Sunweb               | 228 pts                   |                           |
| 8.º                       | Bahrain-Merida            | 198 pts                   |                           |
| 9.º                       | Sky                       | 189 pts                   |                           |
| 10.º                      | Orica-Scott               | 188 pts                   |                           |